# Я рождена для любви
«Я рождена для любви» (укр. Я народжена для любові) — дебютний мініальбом українського артиста Андрія Данилка в образі Вєрки Сердючки, реліз якого відбувся 30 березня 1998 року на лейблі Nova Records.

## Передісторія і реліз
До виходу цієї платівки протягом декількох років в Україні та Білорусі поширювалися піратські відео та аудіокасети з концертними монологами та піснями Сердючки. У 1997 році Андрій Данилко отримав пропозицію про контракт від продюсера Nova Records Юрія Нікітіна (у той час він продюсував популярну співачку Ірину Білик). Так що цей мініальбом став першим офіційним релізом Вєрки Сердючки.
Мініальбом був випущений 30 березня 1998 року в Україні на музичній касеті. Для оформлення альбому були використані фотографії Сердючки, зроблені під час зйомок «СВ-шоу».

## Контент
Альбом містить п'ять пісень і одну аудіодоріжку з гумористичними монологами. Пісні «Ах, мамочка» і «Просто Вера» — пародії: пісня «Ах, мамочка» — пародія на популярну радянську однойменну пісню, а пісня «Просто Вера» — пародія на пісню «Просто Тая» української співачки Таїсії Повалій. Пісня «По чуть-чуть» — це мешап концертних монологів Сердючки.

## Список пісень
| Сторона А | Сторона А      | Сторона А  |
| #         | Назва          | Тривалість |
| --------- | -------------- | ---------- |
| 1.        | «По чуть-чуть» | 5:34       |
| 2.        | «Семейка»      | 19:57      |
| 25:31     |                |            |

| Сторона Б | Сторона Б             | Сторона Б  |
| #         | Назва                 | Тривалість |
| --------- | --------------------- | ---------- |
| 1.        | «Я рождена для любви» | 5:14       |
| 2.        | «Абрикосы»            | 4:11       |
| 3.        | «Ах, мамочка»         | 3:47       |
| 4.        | «Просто Вера»         | 3:54       |
| 17:06     |                       |            |

## Учасники запису
- Андрій Данилко — вокал, слова і музика
- Аркадій Гарцман — слова
- Жан Болотов — аранжування
- Володимир Бебешко — аранжування